# 잉글랜드

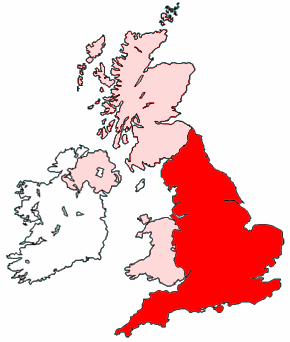
영국 내에서의 잉글랜드 위치.

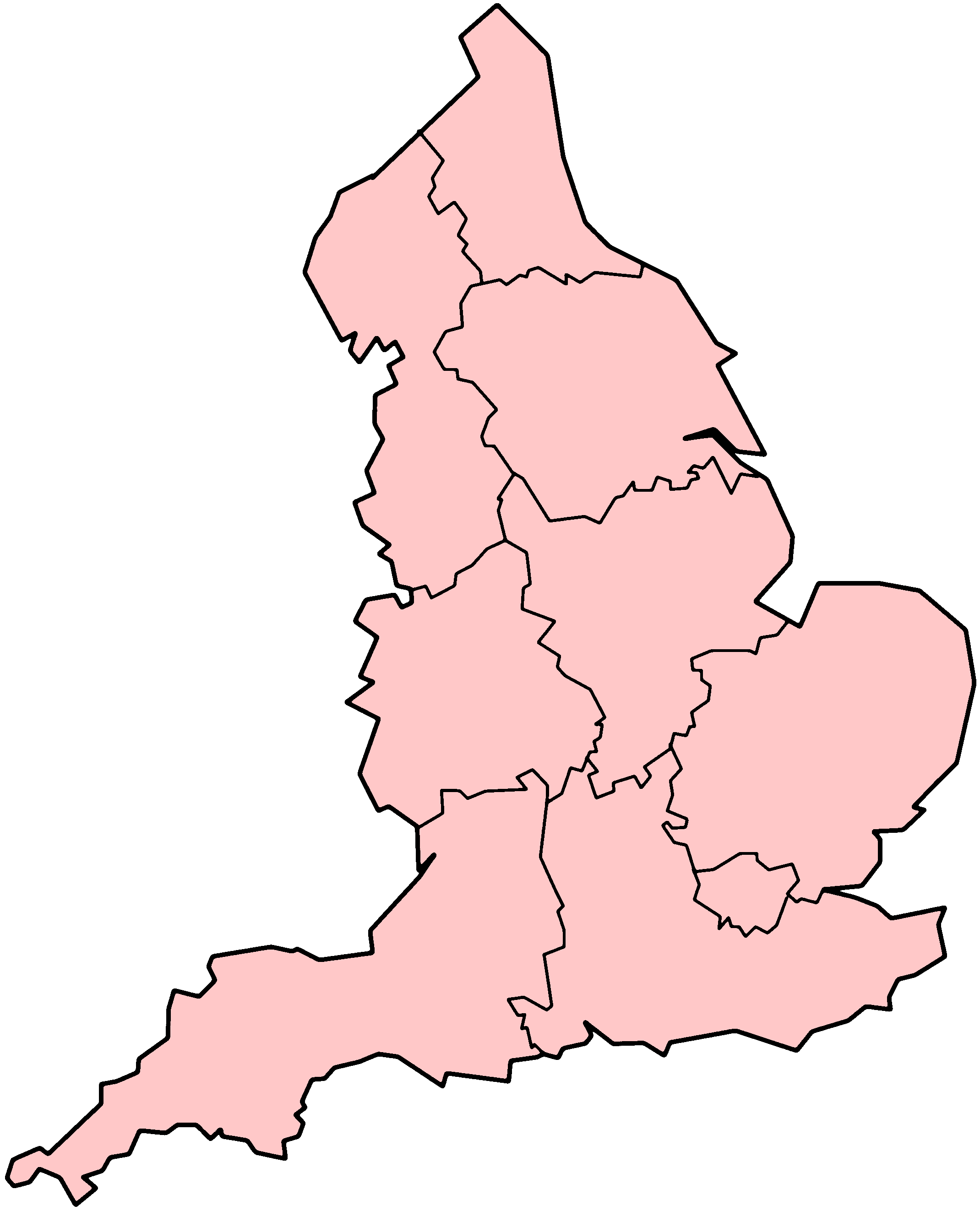
잉글랜드의 지역 (Region).

잉글랜드(영어: England)는 영국의 구성국 중 하나이다. 잉글랜드는 그레이트브리튼섬 남부의 대부분을 차지하며, 북쪽으로 스코틀랜드, 서쪽으로 웨일스와 아일랜드해, 남쪽으로 영국 해협, 동쪽으로 북해와 접한다. 지형은 대체로 평탄하며 면적은 130,395km2이다.
잉글랜드는 영국 전체 인구의 ⁠4/5⁠이상인 4,913만 8,831명(2001년 기준)을 보유하고 있으며, 잉글랜드에 위치한 런던은 영국의 수도다. 잉글랜드는 영국 역사에서 중심적인 역할을 했으며, 영국(英國)이라는 명칭은 별칭인 잉글랜드에서 유래했다. 잉글랜드 왕국의 독자적인 역사는 1707년 연합법으로 잉글랜드, 스코틀랜드, 웨일스가 그레이트브리튼 왕국으로 통합하면서 구성국이 되었다.

## 정부와 정치
1707년 연합법이 내려진 이후로 잉글랜드에서는 스코틀랜드나 웨일스 등과 달리 독자적인 자치정부를 구성하지 못했다. 이전의 잉글랜드는 잉글랜드 정부와 의회에 의해 통치되어 왔으나 잉글랜드 왕국과 스코틀랜드 왕국을 하나로 하는 것을 골자로 하는 합병령으로 인해 이러한 지방 자치정권을 폐지하고 통합된 영국 정부와 의회가 잉글랜드를 통치해왔다. 그러나 1999년에 스코틀랜드와 웨일스의 자치정부의 설립이 허용되면서 잉글랜드에게도 자치정부의 수립을 허용해 달라는 움직임이 생겼다. 이는 영국 공화주의 운동과 연계되어 한때 논란이 일었다. 그러나 결국, 잉글랜드는 통합 영국 정부와 통합 영국 의회의 직할이 결정되었고, 잉글랜드는 이로써 런던에 위치한 영국 정부와 의회의 반대로 영국 내에서 유일하게 자치정부를 가지지 못한 지역이 되었다.
잉글랜드의 북서부에서는 신선한 여름과 온화한 겨울, 북동부에서는 신선한 여름과 추운 겨울, 남서부에서는 더운 여름과 온화한 겨울, 남동부 에서는 더운 여름과 추운 겨울이 나타난다. 영국 기후의 특징은 매우 변덕스러운 날씨로 , 습기가 많고 비오는 날이 많다.

## 지역
잉글랜드는 종종 잉글랜드의 표준 지역으로 언급되는 8개의 지리 지역으로 나뉜다. 그러나 이 지역들은 행정 기능 지역이 아니다.

### 노스웨스트잉글랜드
노스웨스트잉글랜드(North West England) 지역의 가장 중요한 제조업 도시는 맨체스터와 리버풀이며, 리버풀은 중요한 항구 도시이기도 하다. 이 지역에는 맨체스터를 포함하는 그레이터 맨체스터 리버풀을 포함하는 머지사이드(Merseyside) 등의 광역 도시 주(Metropolitan county) 또는 코너베이션(Conurbation, 연합 도시)이 속해 있다. 전통적인 섬유업은 점차 엔지니어링에 밀려나고 있다.

### 노스이스트잉글랜드
노스이스트잉글랜드(North East England) 지역은 스코틀랜드와의 경계선까지 뻗어 있다. 유명한 호수 지대, 낭만적인 더럼 주위의 탄전들, 타인사이드의 조선소들을 포함한다.

### 요크셔험버
요크셔험버(Yorkshire and the Humber) 지역에는 오랫동안 섬유업이 중요한 위치를 차지했던 웨스트 요크셔 광역 도시 주 (리즈시와 브래드퍼드 시를 포함)가 있다. 칼 제조로 특히 잘 알려진 셰필드에서는 제강 공업이 활발하다. 그밖에 화학 공업과 엔지니어링 산업 및 광대한 농지도 있다.

### 웨스트미들랜즈
웨스트미들랜즈(West Midlands) 지역은 다양한 제조업이 이루어지는 지역으로 철강과 자동차 제조가 주산업인 버밍엄을 중심으로 한다. 이브샴 계곡의 과수원들과 스트랫퍼드어폰에이번을 중심으로 한 셰익스피어의 고장도 이 지역에 속한다.

### 이스트미들랜즈
이스트미들랜즈(East Midlands) 지역 역시 제조업 지역으로 양품류·니트웨어·자전거·약품·항공기 생산을 특징으로 한다. 탄전과 영국에서 가장 좋은 농지의 일부가 이 지역에 속해 있다.

### 이스트오브잉글랜드
이스트오브잉글랜드(East of England) 지역은 주로 농업 지역이다. 생산물로는 곡물·감자·사탕무 등이 있다. 공업화는 북해 유전의 석유와 천연가스를 노퍽 해안의 반도들로 수송하기 시작하면서 이루어졌다.

### 사우스웨스트잉글랜드
사우스웨스트잉글랜드(South West England) 지역은 잉글랜드에서 켈트족의 마지막 거점인 콘월을 포함하며, 19세기 말경 광물 매장량이 고갈된 이래 경제적으로 쇠퇴했다. 그러나 현재는 팽창하는 관광업에서 큰 이득을 보고 있으며, 런던에 가까운 일부 지역들은 점점 더 공업화가 이루어지고 있다.

### 그레이터런던과 사우스이스트잉글랜드
그레이터 런던(Greater London)과 사우스이스트잉글랜드(South East England) 지역은 경제적으로 유력한 지역이다. 이곳에서는 광범위한 제조업, 과학에 기초한 공업, 활발한 상업 활동이 이루어지며, 지역의 약 1/3은 농업 경지이다. 런던은 영국 철도망·항공망의 중심이며 2개의 국제 공항인 히드로와 개트윅이 있다. 런던 항은 영국에서 가장 크고 상업상 가장 중요한 항문이다.

## 주민
흔히 이베리아족으로 지칭되는 대서양 연안 구석기인들이 최초로 영국에 정착한 제민족인 것으로 추측된다. 그 이후 대륙으로부터 선진 기술을 지닌 켈트족이 정착해 오면서 선주민과의 혼혈이 이루어졌고, 그레이트브리튼섬의 켈트화가 진행되었다. 로마 제국의 브리튼 정복 이후에는 소수의 로마인들이 건너왔다.
로마의 행정과 군사 체계가 붕괴되기 시작한 기원후 5~6세기 경부터 라인강 하류, 플랑드르, 유틀란드반도에서 게르만 민족의 일파(一派)인 앵글족, 색슨족, 유트족 등이 브리튼 섬을 침략했다. 초기에 이들 민족은 선주민과의 혼혈을 엄격하게 금지했던 것 같으나, 결과적으로 혼혈이 진행되어 오늘날의 영국인이 형성되기에 이르렀다. 유트족이 선주민을 거의 대부분 대체했다는 주장이 오랫동안 믿어져 왔지만, 근래의 분자생물학적, 유전학적 연구에 따르면, 유트 이주민의 숫자가 선주민을 대체할 정도로 많지 않았다는 주장이 설득력을 얻고 있다.
주민들은 민족적으로 혼합되어 있어 언어도 어원상 여러 개의 국어가 섞여 있다. 기본적으로 5~6세기에 침입한 앵글로색슨 족의 언어가 우세하여 현대 영어 어휘의 반수를 차지한다. 나머지는 주로 프랑스어와 라틴어에서 유래됐다. 잉글랜드인은 스코틀랜드인, 아일랜드인, 웨일스인만이 아니라 수많은 정복자들을 흡수했다. 많은 수의 유대인도 잉글랜드에 정착했으며, 최근의 이입 이민으로 인도, 파키스탄, 아프리카, 카리브 제도, 홍콩 출신의 사람들이 잉글랜드의 주민에 추가되었다.
잉글렌드는 세계에서 가장 땅값이 비싼 나라이다. 이 때문에 전세 및 월세 등 주거 비용이 비싸며,그래서 잉글랜드에 직장을 둔 상당수의 직장인들이 방세가 저렴한 스페인에 방을 구하고 항공을 통해 출퇴근 하는데 그럼에도 항공료가 훨씬 저렴할 정도로 잉글랜드는 주거 비용이 많이 소요된다.

## 국민성
잉글랜드 사람들의 국민성은 보수적이고 전통과 예의범절을 강조하며 감정 표현을 거의 하지 않는다. 인간관계는 수직적이며 권위와 규율을 강조하고, 식사나 인사 등 일상적인 일에서도 오랫동안 전해 내려오는 엄격한 예의범절을 지켜야 한다. 이러한 국민성은 종교나 문화에도 반영되어 있다. 그래서 잉글랜드 사람들은 국교인 성공회와 복음주의 운동으로 등장한 감리교, 구세군을 믿으며, 잉글랜드 문화 또한 귀족적이고 세련됨을 강조한다. 잉글랜드의 국민성은 스코틀랜드의 국민성과 정반대의 모습을 갖고 있다.

## 종교

### 성공회

#### 종교개혁
잉글랜드의 국교는 잉글랜드 성공회(Church of England)이다. 잉글랜드 종교개혁으로 로마 가톨릭에서 분리되었다. 마르틴 루터, 장 칼뱅의 종교개혁 운동은 잉글랜드 교회에도 영향을 주어 개신교적인 종교개혁이 위로부터의 개혁으로써 진행되었다. 종교개혁자 토머스 크랜머 캔터베리 대주교는 1549년 성공회 기도서(The Book of Common Prayer)를 내놓음으로써 잉글랜드 교회는 민중들이 이해할 수 없는 라틴말이 아닌 자신들의 말로 된 전례로써 하느님을 예배하게 되었다. 즉, 성공회의 전례는 비 성공회 신자들이 선입견을 가지고 보는 것과는 달리, 로마 가톨릭의 전례가 아닌 성공회 기도서에 근거한 전례이다. 물론 한국의 성공회인 대한성공회도 한국말 《성공회 기도서》를 사용하고 있다.

#### 교회정치
성공회의 교회 정치제도는 주교가 교구를 지도하는 주교제 교회(Episcopal Church)이며, 교구의회에서 의사결정을 하는 의회민주주의적인 교회이다. 또한 세계성공회공동체의 성공회 교회들은 속지주의에 근거하여 자치적이고 독립적인 지역성공회 교회들이다.

#### 교리
성공회의 교리는 고대교회의 교리인 아타나시우스 신조, 사도신조, 니케아신조와 칼뱅주의의 영향을 받은 39개조 신조이다. 모든 기독교 교회들이 동의할 수 있는 교리를 받아들인다. 성공회는 성서, 이성, 전통을 믿음의 원천으로 하며, 중도(비아메디아)를 추구함으로써 극단을 멀리하고자 한다. 더불어 성공회에는 옥스퍼드 운동의 영향으로 가톨릭 전통인 고교회파와 복음주의 성향인 저교회파로 나뉘어 활동하나 분열보다는 다양성에 더 가깝다.

### 개신교
잉글랜드의 개신교 교회들로는 감리교, 구세군, 오순절교회, URC(United Reformed Church & Methodist) 등이 있다. 감리교는 성공회 사제인 존 웨슬리의 복음주의 운동으로 등장하였다. 존 웨슬리는 성공회로부터 설교할 권리를 거부당하자 직접 민중들에게 가서 순회설교를 했다. 존 무어만 주교가 쓴 잉글랜드 교회사에 의하면, 존 웨슬리는 몸이 약했지만 복음에 대한 열정으로써 극복하였다. 스코틀랜드에는 장로교가 있다면, 잉글랜드에는 감리교가 있다.

### 기타 종교
과거 잉글랜드의 식민통치를 받았던 인도, 버마, 말레이시아 등지에서 이민 온 사람들은 불교, 힌두교, 이슬람교 등을 믿는다. 유대인들은 유대교를 믿는다.

## 교육
잉글랜드 최고의 명문대는 옥스퍼드 대학교와 케임브리지 대학교이다. 또한 맨체스터 대학교와 UCL과 킹스칼리지, 더럼 등의 최상위권 명문대들이 뒤를 이어 영국의 학문적 전파를 하였고, 현대에 이르러서는 버밍엄 대학교, 리버풀 대학교, 뉴캐슬 대학교, 쉐필드 대학교, LSE 등 수 많은 명문대학들이 설립되어 세계 학문의 발전에 기여하고 있다. 잉글랜드의 교육은 사회 지도층 자제들(남학생)을 위한 교육과 일반 서민들을 위한 교육이 분리되어 있는데, 사회 지도층의 남학생들을 위한 학교로 이튼 스쿨, 해로 스쿨, 럭비 스쿨 등의 퍼블릭 스쿨(Public School)이 있다. 이들 퍼블릭 스쿨에 다니는 사회 지도층 학생들은 서양문명의 뿌리인 헬라어와 라틴어 중심의 교육을 받고, 옥스퍼드나 케임브리지 같은 명문 대학교에 진학한다. 이들 학교의 교육은 전인교육을 강조하기 때문에, 헬라어와 라틴어를 중심으로 배우지만, 이공계 과목은 물론, 예체능 과목까지 모두 중요하게 배운다. 또한 옥스퍼드와 케임브리지 입시에서는 이런 예체능 과목의 성적도 중요하게 반영하고 있다. 일본이나 대한민국 같은 인문계-이공계 분리는 없으며, 모든 학생들이 인문계 과목과 이공계 과목을 각자 선택하여 배운다. 잉글랜드 대학교에 들어가려면 고등학교를 졸업한 다음 2년 동안의 A레벨 과정을 거쳐서 시험을 봐야 하는데, 잉글랜드 대학은 모두 3년제다.

## 경제
잉글랜드의 경제수준은 세계적으로도 높은 편이다. 이는 앵글로-색슨 경제 모델이라는 단어를 만들기도 했다. 잉글랜드의 경제 수준은 영국 내에서 가장 높으며, 유럽의 500대 기업 중 100여 개가 런던에 기반으로 하고 있다. 잉글랜드는 고도로 산업화된 지역 중 하나이며, 화학과 제약 산업은 특히 발달해있다. 또한 기술, 우주 항공 산업, 군수 산업, 소프트웨어 산업 등이 발달해 있다.
런던은 주로 가공된 물품을 수출하며 석유, 차(茶), 모직물, 설탕, 목재, 버터, 금속, 고기 등의 원료 제품을 수입한다. 잉글랜드는 30,000 톤 이상의 쇠고기를 수출하며, 그 가치는 대략 75,000,000 파운드(£)에 이른다. 프랑스, 이탈리아, 그리스, 네덜란드, 벨기에, 스페인은 잉글랜드의 대표적인 쇠고기 수입국이다. 하지만 잉글랜드산 쇠고기는 광우병의 주범 중 하나이며 잉글랜드산 쇠고기에 의한 광우병으로 사망한 사람이 168명에 달한다. 잉글랜드에서는 존 검머 농림수산부 장관이 잉글랜드산 쇠고기는 안전하다는 홍보를 하면서 자신의 딸과 같이 햄버거를 먹는 모습을 촬영하는데 이 때 고의로 패티를 밑으로 내리고 햄버거의 빵만 먹는 모습이 포착되어 논란이 되기도 했다.
금리와 통화 정책을 주관하는 영국의 중앙 은행은 런던에 위치한 잉글랜드 은행이다. 런던에는 또한 영국과 유럽 내에서 가장 큰 증권 거래소인 런던 증권 거래소가 위치해 있다. 런던은 국제 금융의 중심지 중 하나이며, 유럽에서 가장 큰 경제 도시이다.
전통적으로 중요했던 제조업은 잉글랜드에서 최근 10년간 급격히 쇠퇴하였고, 동시에 서비스 산업이 성장하였는데, 예를 들어 관광 산업은 영국에서 6번째로 큰 산업으로, 760억 파운드의 수입을 벌어들인다.
잉글랜드의 공식 통화는 파운드화(영국 파운드화 혹은 GBP라고도 한다.)다. 유럽에서 몇 안 되는 유로화를 공용 화폐로 사용하지 않는 국가이다.

## 기후
| 잉글랜드의 기후        | 잉글랜드의 기후 | 잉글랜드의 기후 | 잉글랜드의 기후 | 잉글랜드의 기후 | 잉글랜드의 기후 | 잉글랜드의 기후 | 잉글랜드의 기후 | 잉글랜드의 기후 | 잉글랜드의 기후 | 잉글랜드의 기후 | 잉글랜드의 기후 | 잉글랜드의 기후 | 잉글랜드의 기후 |
| 월                     | 1월             | 2월             | 3월             | 4월             | 5월             | 6월             | 7월             | 8월             | 9월             | 10월            | 11월            | 12월            | 연간            |
| ---------------------- | --------------- | --------------- | --------------- | --------------- | --------------- | --------------- | --------------- | --------------- | --------------- | --------------- | --------------- | --------------- | --------------- |
| 역대 최고 기온 °C (°F) | 17.6 (63.7)     | 19.7 (67.5)     | 25.6 (78.1)     | 29.4 (84.9)     | 32.8 (91.0)     | 35.6 (96.1)     | 36.7 (98.1)     | 38.5 (101.3)    | 35.6 (96.1)     | 29.9 (85.8)     | 21.1 (70.0)     | 17.7 (63.9)     | 38.5 (101.3)    |
| 역대 최저 기온 °C (°F) | −26.1 (−15.0)   | −20.6 (−5.1)    | −21.1 (−6.0)    | −15.0 (5.0)     | −9.4 (15.1)     | −5.6 (21.9)     | −1.7 (28.9)     | −2.0 (28.4)     | −5.6 (21.9)     | −10.6 (12.9)    | −15.5 (4.1)     | −25.2 (−13.4)   | −26.1 (−15.0)   |
| 출처: The Met Office   |                 |                 |                 |                 |                 |                 |                 |                 |                 |                 |                 |                 |                 |

## 계급
귀족 사회의 전통이 오늘날까지 내려오고 있다. 기득권을 쥐고 있는 사회 지도층은 대대로 내려오는 귀족의 집안이다. 그러나 노블레스 오블리주를 강조하며 기부 문화도 발달되어 있고, 공장법을 제정하여 노동조건을 개선하는 등 위로부터의 개혁을 해 왔기 때문에 일반 서민 계층은 기득권층에 대해 반감이 거의 없다.

## 문화
잉글랜드 문화는 소박하고 서민적인 문화보다는 귀족적이고 우아함, 세련됨을 강조한다. 잉글랜드는 건축, 문학, 연극, 대영박물관, 런던 교향악단으로도 유명하다. 런던은 라디오와 텔레비전 방송, 서적 등의 출판, 현대극 등을 이끌어 가는 중심지이다. 시내·시외에 60개 이상의 극장들이 있다. 잉글랜드 음악은 귀족들을 위한 클래식 음악 중심이며, 잉글랜드 문학은 세련되고 우아한 문체를 강조한다.
잉글랜드는 크리켓·축구·럭비의 발상지로서 세계의 스포츠 발전에 기여하기도 했다. 축구의 경우 잉글랜드 프리미어 리그가 큰 인기를 누리고 있다. 잉글랜드는 영어권 국가 중에서 유일하게 월드컵에서 우승한 나라이기도 하다.

## 같이 보기
- 콘월 자치 운동

## 참고문헌
- 두산 세계 대백과사전 - 잉글랜드 (섹스)[깨진 링크(과거 내용 찾기)]